# Пуэрто-Уильямс
Пуэ́рто-Уи́льямс (исп. Puerto Williams) — небольшой чилийский посёлок и порт на острове Наварино (архипелаг Огненная Земля) на берегу пролива Бигля. Столица провинции Антарктика-Чилена. Согласно классификационным критериям населённых пунктов ООН, городом считается населённый пункт с населением более 50 000 жителей. Следовательно, Пуэрто-Уильямс не является городом.

## История
До испанской колонизации территорию занимали племена яганов, известные европейским путешественникам с XVI века. До конца XIX века Огненная Земля не вызывала у европейцев интереса с точки зрения колонизации, в первую очередь из-за сурового климата. Ситуация изменилась в 1890 году, когда на острове было обнаружено золото. Два года спустя на восточном берегу острова была основана деревня Пуэрто-Торо. Пуэрто-Уильямс появился в 1953 году прежде всего как военно-морская база, поскольку Пуэрто-Торо был неудобен для её размещения. Основан 21 ноября 1953 года под названием Пуэрто-Луиса. 22 августа 1956 был переименован в Пуэрто-Уильямс в честь британско-чилийского командующего ВМС Чили и губернатора Талькауано Джона Уильямса (иначе известного как Хуан Уильямс Реболледо). Постепенно в посёлке развилась и гражданская экономика, прежде всего рыболовство, туризм и обслуживание заходящих в порт судов. Развитие местной экономики повлекло за собой увеличение численности населения. В 2017 году, Пуэрто-Уильямс насчитывал 1 868 жителя. Значительная часть населения - потомки британских колонистов.

## Климат
Согласно классификации Кёппена, климат в Пуэрто-Уильямсе является переходным между морским и субантарктическим,  с незначительными колебаниями температуры в течение года. Лето короткое, прохладное, зима продолжительная, с большим количеством осадков, мягкая. В год выпадает до 3 000 мм осадков, что, наряду с прохладным климатом, способствует образованию горных ледников в окрестностях посёлка.
| Показатель           | Янв. | Фев. | Март | Апр. | Май | Июнь | Июль | Авг. | Сен. | Окт. | Нояб. | Дек. | Год |
| -------------------- | ---- | ---- | ---- | ---- | --- | ---- | ---- | ---- | ---- | ---- | ----- | ---- | --- |
| Средний максимум, °C | 15,1 | 14,5 | 12,7 | 10,1 | 7,2 | 5,2  | 3,9  | 5,8  | 8,5  | 9,6  | 12,3  | 14,5 | 10  |
| Средний минимум, °C  | 5,9  | 5,6  | 4,9  | 3,2  | 0,6 | 0    | −1,3 | 0,4  | 0,6  | 2,1  | 3,5   | 5,1  | 2,6 |
| Источник:            |      |      |      |      |     |      |      |      |      |      |       |      |     |

## Экономика
Пуэрто-Уильямс является отправной точкой и базой многих научных экспедиций по исследованию Антарктики и Огненной Земли. Посёлок также служит базой снабжения для маяков и метеорологических станций региона.
Основой экономики Пуэрто-Уильямса является туризм. В порт посёлка регулярно заходят частные яхты и пассажирские лайнеры, выполняющие круизы по Антарктике и вокруг мыса Горн. Туристы могут ходить в пешие походы по окрестным горам, поросшим уникальными Магеллановыми лесами, самым южным лесным массивом на Земле. Также популярны морская рыбaлка и поездки на катерах к огромным колониям пингвинов и морских котиков. В летние месяцы возможно плавание на яхтах к мысу Горн и Антарктическому полуострову.

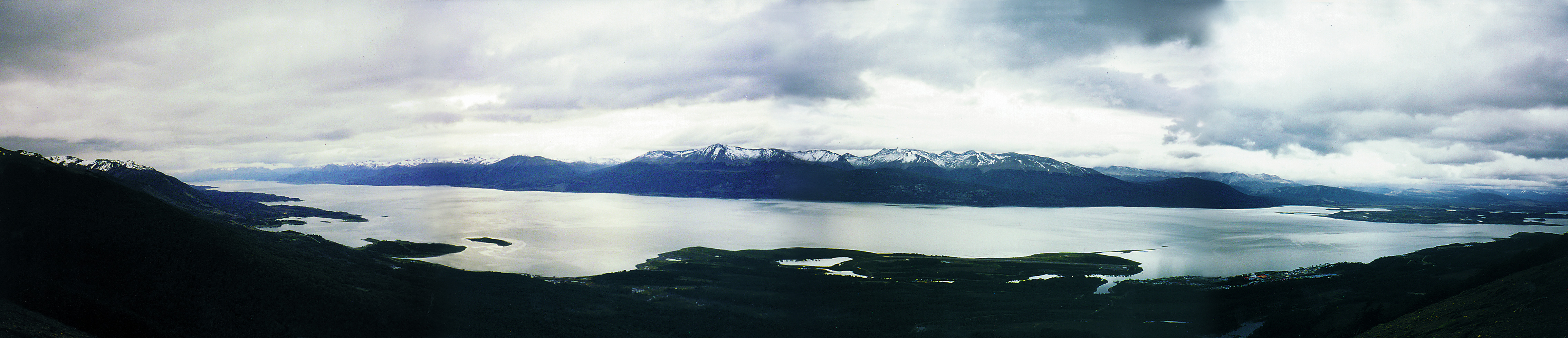
Вид на пролив Бигля с гор южнее Пуэрто-Уильямса

Значительную роль в экономике посёлка играет рыболовство и обслуживание военно-морской базы.

## Галерея
|  |  |
|  |  |

|  |  |
|  |  |